# Monumento a Ubaldino Peruzzi
Il Monumento a Ubaldino Peruzzi è una scultura celebrativa di Firenze, situata in piazza dell'Indipendenza (quadrato sud) opposta al monumento a Bettino Ricasoli (quadrato nord). In bronzo, venne fusa nel 1897 dallo scultore Raffaello Romanelli e posta su un alto piedistallo in granito.

## Storia
Nel 1859 il Governo Provvisorio della Toscana, al fine di arricchire l'ampio spazio della piazza e celebrare i grandi del tempo, bandì un concorso per realizzare due monumenti celebrativi, uno dedicato al re Vittorio Emanuele II, l'altro a Napoleone III. Per quanto riguarda il bando relativo al monumento equestre del re Vittorio Emanuele questo fu vinto dallo scultore livornese Salvino Salvini, che iniziò a formare il monumentale modello in gesso nel 1864. La fusione, che sarebbe risultata per le dimensioni dell'opera una delle più impegnative mai tentate in Europa, non venne tuttavia mai realizzata, per il rifiuto da parte del Comune - impegnato nelle molte opere resesi necessarie per il ruolo assunto da Firenze come nuova Capitale d'Italia (1865-1871) - di accollarsi gli alti costi della traduzione in bronzo del modello. 
Il progetto fu così accantonato, anche per il tracollo economico del Comune seguito al trasferimento della Capitale a Roma. 
Verso la fine del secolo (1892) si tornarono tuttavia a istituire due comitati promotori ai quali fu affidato il compito di portare a termine l'impresa e amministrare i fondi messi a disposizione del Comune, questa volta per celebrare due personalità locali più strettamente legate a quella titolazione in onore dell'indipendenza nazionale che la piazza aveva assunto attorno al 1870. 
Così, entro il 1898, il giardino fu arricchito da due monumenti con statue in bronzo e alto basamento in granito, poste al centro di quelle che ora sono le due zone del giardino, una raffigurante Ubaldino Peruzzi, primo sindaco di Firenze e più volte ministro del Regno (1896, Raffaello Romanelli), l'altra Bettino Ricasoli, per due volte presidente del Consiglio e, assieme al precedente, tra i più autorevoli esponenti tra i moderati toscani (1897-1898, Augusto Rivalta). Ambedue i monumenti furono inaugurati nel corso di una solenne cerimonia il 27 aprile 1898 (data scelta per l'alto valore simbolico ricordando la partenza dell'ultimo granduca lorenese da Firenze), alla presenza dei sovrani e di numerose delegazioni nazionali e di paesi esteri (il complesso programma della giornata previde tra l'altro parate militari in varie vie del centro e, in piazza dell'Indipendenza, l'esecuzione di un coro in omaggio al re eseguito da più di duemila alunni delle scuole comunali).
La scultura del Peruzzi fu restaurata una prima volta nel 1930 e ancora nel 1950. La cancellata è stata oggetto di lavori nel 1924 e nel 1949. Un annunciato intervento di restauro in occasione delle celebrazioni per i 150 anni dell'Unità d'Italia (2011) non ha poi avuto seguito.

## Descrizione
La scultura rappresenta appunto Ubaldino Peruzzi, raffigurato nel momento in cui, il 27 aprile del 1859, aveva parlato al popolo radunato in quella che allora era la piazza Maria Antonia per annunciare - come già abbiamo accennato - la partenza dalla città dell'ultimo granduca lorenese, Leopoldo II. 
Nel basamento sono quattro rilievi in bronzo raffiguranti ulteriori episodi della vita del nostro: Ubaldino Peruzzi, in qualità di Capitano della Guardia Civica, che ottiene la liberazione dei toscani fatti prigionieri a Curtatone e Montanara (l'iscrizione sottostante precisa: Innsbruck 1848); Ubaldino Peruzzi che annuncia la partenza del granduca da Firenze (27 aprile 1859); Ubaldino Peruzzi che, davanti a palazzo Feroni allora sede del Comune, annuncia la presa di Roma (20 settembre 1870); Ubaldino Peruzzi che inaugura la statua dedicata al David al piazzale Michelangiolo (12 settembre 1875).